# Britisch-spanische Beziehungen
Die Britisch-spanischen Beziehungen sind das zwischenstaatliche Verhältnis zwischen Spanien und dem Vereinigten Königreich. Beziehungen haben sich über fünf Jahrhunderte von dynastischen Allianzen und kriegerischer Rivalität hin zu einer engen Partnerschaft in Europa entwickelt. Beide Nationen sind heute Verbündete in NATO und (bis 2020) enge Partner in der EU gewesen, teilen demokratische Werte und ein lebendiges Interesse an der Kultur des anderen. So waren britische Touristen 2019 die größte ausländische Gästegruppe in Spanien. Trotz der insgesamt freundschaftlichen Beziehungen bestehen jedoch auch einige Streitpunkte zwischen beiden Ländern, welche in der Vergangenheit immer wieder aufgekommen sind und das gegenseitge Verhältnis belastet haben. Dazu zählen Konflikte um Fischereirechte im Atlantik und den Status von Gibraltar.

## Geschichte

### Frühe Kontakte und dynastische Bündnisse im 16. Jahrhundert
Die bilateralen Beziehungen zwischen Spanien und dem heutigen Vereinigten Königreich gehen bis in die frühe Neuzeit zurück. Mit dem Vertrag von Windsor (1386) wurde die Englisch-Portugiesische Allianz begründet, welche die britischen Beziehungen zu Spanien über Jahrhunderte überschattete. Die Beziehungen zu Portugal waren schon immer enger als die zu Spanien, und Spanien und Großbritannien führten zweimal Krieg um die Unabhängigkeit Portugals zu verteidigen. 1384, auf dem Höhepunkt des Hundertjährigen Krieges, stellte England König João I. Verstärkung zur Verfügung, um eine von Frankreich unterstützte Invasion Kastiliens zu vereiteln. Diese Streitkräfte kamen in der entscheidenden Schlacht von Aljubarrota zum Einsatz und trugen entscheidend dazu bei, die Unabhängigkeit Portugals von seinen größeren Nachbarn zu sichern.
Bereits 1495 entsandte das Königreich Spanien unter den Katholischen Königen einen ständigen Gesandten an den Hof von Heinrich VII. nach London – die erste dauerhafte Botschaft einer fremden Macht in England. Im Jahr 1505 akkreditierte wiederum das Königreich England einen ersten ständigen Botschafter in Spanien. Diese frühen diplomatischen Verbindungen – „über 500 Jahre“ in der Rückschau – bilden den historischen Grundstein der heutigen Beziehungen. Sie gingen einher mit regen Handelskontakten; selbst William Shakespeare erwähnte in seinen Werken den Genuss spanischen Sherrys und Kanarienweins.
Durch Heiraten und Allianzen waren die Königshäuser eng verflochten. Eine zentrale Rolle spielte dabei die spanische Prinzessin Catherine of Aragon (Katharina von Aragon), die zunächst mit dem englischen Thronfolger Arthur Tudor und 1509 mit König Heinrich VIII. verheiratet war. Ihre Tochter Maria I. Tudor, Königin von England, vermählte sich 1554 wiederum mit dem spanischen Kronprinzen Philipp (dem späteren König Philipp II.). Dieses katholische Bündnis festigte die Allianz der beiden Reiche und führte dazu, dass England sich 1557/58 auf Seiten Spaniens am Krieg gegen Frankreich beteiligte. In diesem Konflikt ging allerdings Englands letzte Bastion auf dem europäischen Festland verloren, als Frankreich 1558 die Hafenstadt Calais eroberte. Das personalpolitische Bündnis endete bereits 1558 mit Marias Tod; dennoch zeugt diese Episode von der engen dynastischen Verknüpfung beider Königreiche im 16. Jahrhundert.

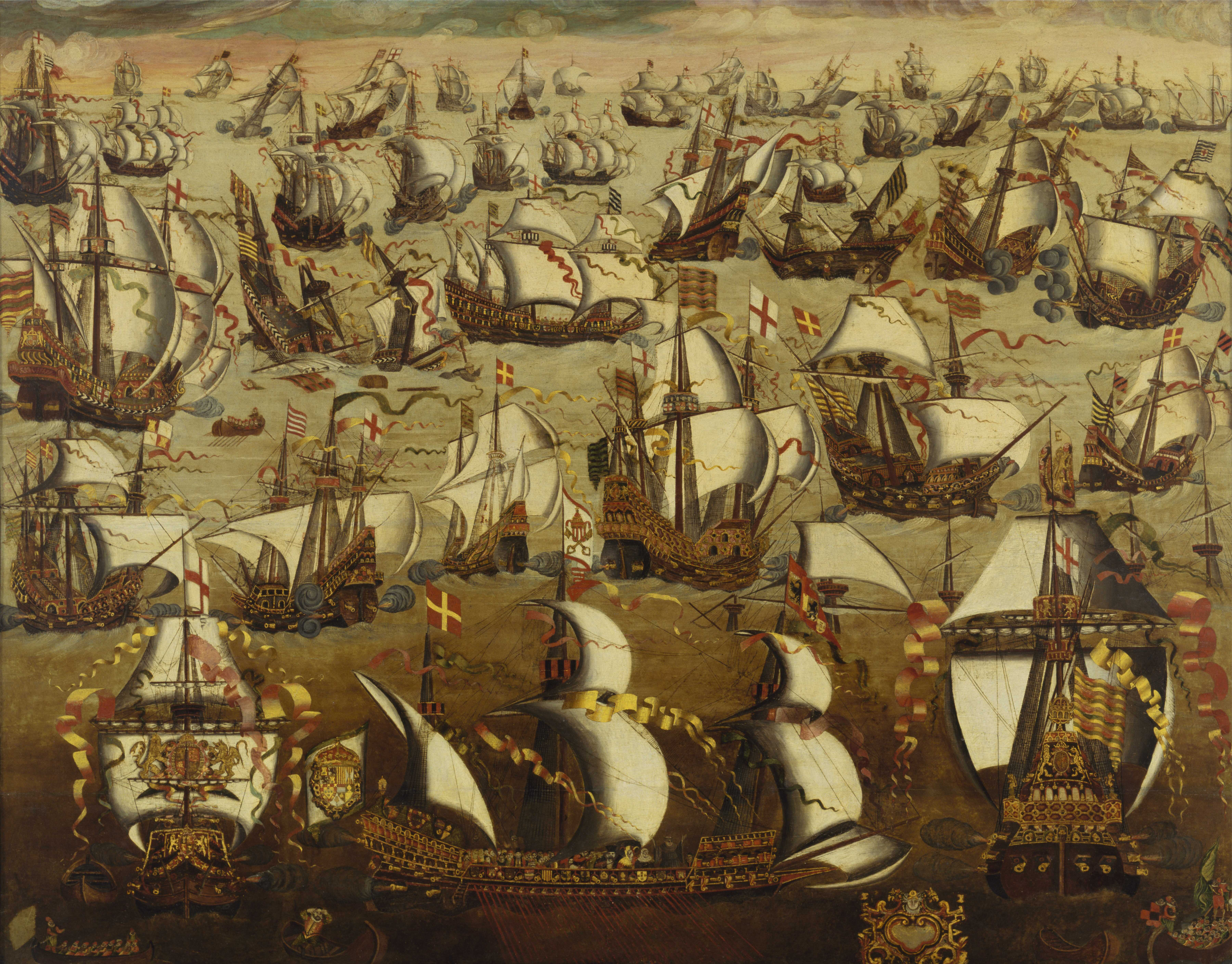
Schlacht zwischen englischen Schiffen und der spanischen Armada

Die religiösen und machtpolitischen Gegensätze jener Epoche führten bald zu schweren Konflikten. Unter Königin Elisabeth I., die der Reformation anhing, verschlechterten sich die Beziehungen zu dem katholischen Spanien dramatisch. Elisabeth unterstützte niederländische Aufständische gegen die spanische Krone und duldete englische Freibeuterüberfälle auf spanische Schiffe. 1585 brachen die Spanier die diplomatischen Beziehungen zu England ab. Es kam zum offenen Krieg (Anglo-Spanischer Krieg 1585–1604). Dieser Höhepunkt der Rivalität gipfelte im Versuch Philipps II., England mit der Spanischen Armada zu unterwerfen (1588). Die spanische Flotte wurde jedoch vernichtend geschlagen, was in England als großer Sieg gefeiert wurde. Der langwierige Krieg endete nach dem Tod Elisabeths mit dem Frieden von London 1604; beide Seiten waren kriegsmüde und stellten den status quo ante wieder her. Danach begann unter König Jakob I. (Jakob VI. von Schottland) eine Phase entspannterer Beziehungen.

### Vom 17. Jahrhundert bis zum Spanischen Erbfolgekrieg
Im 17. Jahrhundert wechselten Phasen der Entspannung und erneuter Spannungen einander ab. Jakobs I. Bemühungen um ein Heiratsbündnis („Spanish Match“) zwischen seinem Sohn und einer spanischen Prinzessin scheiterten zwar, doch verhinderte er zunächst neue Feindseligkeiten. Erst 1625, unter Karl I., entbrannte erneut ein Krieg mit Spanien, nachdem diplomatische Verhandlungen ergebnislos geblieben waren. England griff spanische Häfen wie Cádiz an, allerdings ohne großen Erfolg. 1630 wurde der Konflikt beigelegt, und in der Folgezeit konzentrierten sich beide Mächte auf andere Kriegsschauplätze in Europa. Mitte des 17. Jahrhunderts kam es jedoch unter Oliver Cromwell erneut zu einer Konfrontation: Im Anglo-Spanischen Krieg 1654–1660 verbündete sich das protestantische Commonwealth of England mit Frankreich gegen Spanien. Englische Truppen eroberten 1655 die spanische Kolonie Jamaika; Spanien musste diese Insel im Frieden von 1667 abtreten, womit England seinen kolonialen Einfluss erweiterte.
1662 heiratete König Karl II. von England die portugiesische Prinzessin Katharina von Braganza. Portugal, das 1640 seine Unabhängigkeit von der spanischen Krone wiedererlangt hatte, war Englands traditionelle Verbündete – was indirekt die anglo-spanischen Beziehungen beeinflusste. Spanien akzeptierte diese Ehe zwar, doch blieb das Verhältnis angespannt.

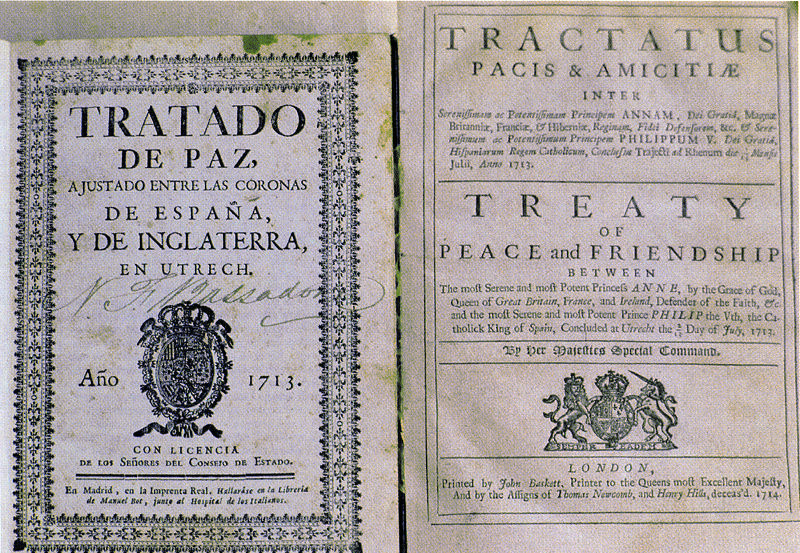
Eine spanische und eine englische Ausgabe des Vertrags von Utrecht (1713)

Ein entscheidender Umbruch kam mit der Spanischen Erbfolgekrise zu Beginn des 18. Jahrhunderts. Als der kinderlose spanische König Karl II. 1700 starb, entbrannte ein europäischer Krieg um die Thronfolge (1701–1714). England (ab 1707 als Königreich Großbritannien), die Niederlande und Österreich unterstützten den habsburgischen Thronprätendenten, während Frankreich Philipp V. aus dem Hause Bourbon, den Enkel Ludwig XIV., als spanischen König etablieren wollte. Spanien selbst war gespalten. Im Spanischen Erbfolgekrieg standen Großbritannien und Spanien großteils gegeneinander. Die Briten erzielten wichtige Siege, u. a. eroberten anglo-niederländische Truppen 1704 die strategisch wichtige Festung Gibraltar. Im Frieden von Utrecht 1713 wurde Philipp V. zwar als König von Spanien anerkannt, doch musste Spanien territoriale und handelsrechtliche Zugeständnisse machen: So wurde Gibraltar (sowie die Insel Menorca) dauerhaft an Großbritannien abgetreten. Außerdem räumte Spanien Großbritannien das exklusive Recht ein, Sklaven in die spanischen Kolonien zu liefern (Asiento-Vertrag). Damit sicherte sich Großbritannien bedeutende Vorteile im Überseehandel.

### Rivalität in Übersee und wechselnde Allianzen im 18. Jahrhundert
Nach dem Utrechter Frieden normalisierten sich die Beziehungen zunächst, doch die Konkurrenz der beiden Seemächte in Übersee führte bald zu neuen Konflikten. Britische Händler drängten in den Handel mit den spanischen Amerika-Kolonien, was zu Spannungen führte. 1739 eskalierte ein Streit über das britische Recht auf Handel in der Karibik zum Krieg um Jenkins’ Ohr (War of Jenkins’ Ear). Dieser Krieg erhielt seinen Namen nach einem Vorfall, bei dem spanische Küstenwächter dem britischen Kapitän Robert Jenkins ein Ohr abgeschnitten hatten – ein Ereignis, das in London Empörung auslöste. Das Kriegsgeschehen, hauptsächlich in der Karibik und rund um Florida, ging nahtlos in den größeren Österreichischen Erbfolgekrieg (1740–1748) über. Großbritannien und Spanien standen hier auf gegnerischen Seiten, doch keine Seite erzielte entscheidende Vorteile; 1748 kehrte man weitgehend zum Status quo zurück.
In den folgenden Jahrzehnten wechselten die Koalitionen je nach großpolitischer Lage. Im Siebenjährigen Krieg (1756–1763) trat Spanien erst 1762 an der Seite Frankreichs in den Kampf gegen Großbritannien ein. Die Briten nutzten dies zu kühnen Operationen: Sie eroberten 1762 die strategisch wichtigen spanischen Kolonialstädte Havanna (Kuba) und Manila (Philippinen). Im Frieden von Paris 1763 musste Großbritannien diese Eroberungen zwar an Spanien zurückgeben, erhielt dafür jedoch Spanisch-Florida als Kompensation. Durch diesen Gebietstausch festigte Großbritannien seine Position in Nordamerika, während Spanien seine wichtigsten karibischen Besitzungen behielt.

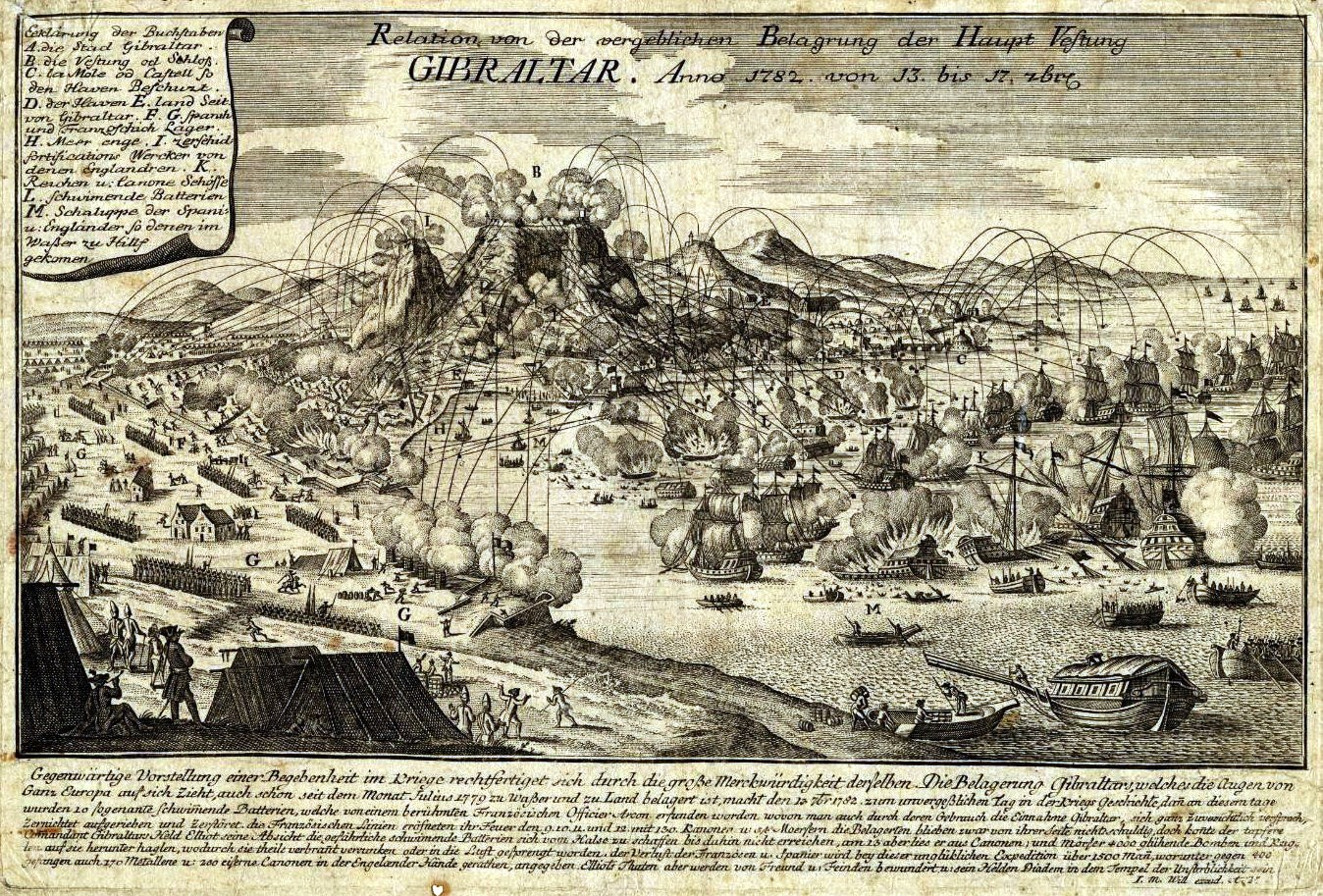
Bombardierung und Belagerung von Gibraltar (1782)

Im Amerikanischen Unabhängigkeitskrieg (1775–1783) verbündete sich Spanien – getrieben von der Chance, Gebietsverluste rückgängig zu machen – ab 1779 mit Frankreich gegen Großbritannien. Spanische Truppen belagerten während dieses Krieges die britische Festung Gibraltar (die Große Belagerung 1779–1783), um den „Affenfelsen“ zurückzugewinnen. Trotz jahrelanger Blockade und heftigem Beschuss konnten die britischen Verteidiger Gibraltar halten; mehrere Versorgungskonvois durchbrachen die spanisch-französische Blockade, so dass die Festung nicht fiel. Im Friedensschluss von 1783 musste Großbritannien zwar Florida an Spanien zurückgeben, doch Gibraltar blieb britisch – ein Umstand, der die spanische Enttäuschung trotz des Gewinns anderer Territorien überdauerte. In Nordamerika hatten Spanier und Franzosen die Position der Briten durch die Unterstützung der Unabhängigkeit der Vereinigten Staaten allerdings geschwächt.

### Zusammenarbeit und Konflikte im 19. Jahrhundert
Nach den napoleonischen Umwälzungen zu Beginn des 19. Jahrhunderts standen Großbritannien und Spanien zeitweise wieder auf derselben Seite. Zunächst verbündete sich Spanien aber 1796 im Zweiten Vertrag von San Ildefonso mit dem revolutionären Frankreich gegen Großbritannien. Dieser anglo-spanische Krieg (1796–1802, erneut 1804–1808) brachte Spanien schwere Verluste bei – unter anderem die vernichtende Niederlage der spanisch-französischen Flotte in der Schlacht von Trafalgar 1805 gegen Admiral Horatio Nelson, was Großbritanniens Seeherrschaft langfristig festigte. Doch wendete sich das Blatt, als Napoleon 1808 selbst Spanien besetzte. Spanien schloss sich nun mit Großbritannien zusammen, um die napoleonischen Truppen von der Iberischen Halbinsel zu vertreiben. Im Spanischen Unabhängigkeitskrieg (Peninsular War, 1808–1814) kämpften britische und portugiesische Truppen unter Sir Arthur Wellesley gemeinsam mit spanischen Streitkräften gegen Frankreich. Dieser Guerillakrieg und Wellingtons Feldzüge trugen wesentlich zur Schwächung Napoleons bei.

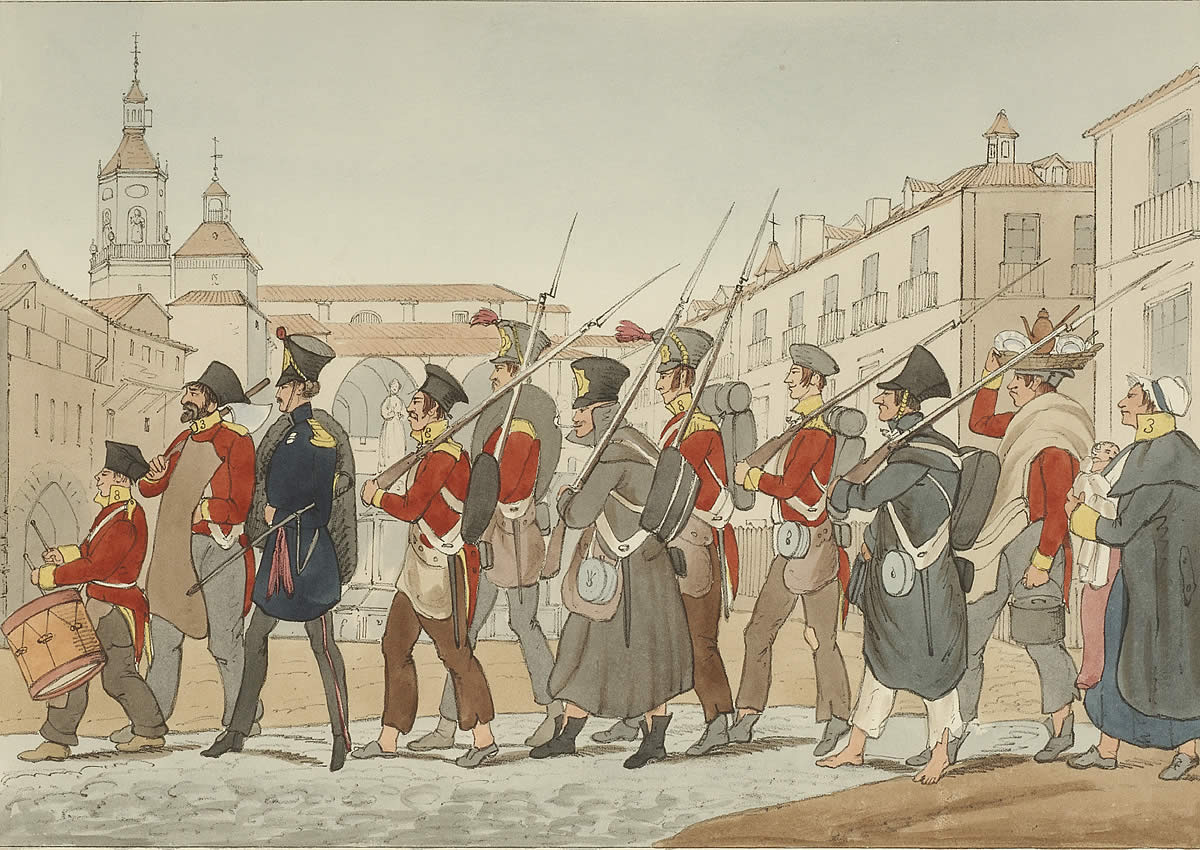
Abbildung der British Auxiliary Legion in Spanien (1837)

Nach dem Sieg über Napoleon wurde der im Exil weilende spanische König Ferdinand VII. 1814 mit britischer Unterstützung wieder eingesetzt. In den folgenden Jahrzehnten war Spanien mit inneren Problemen – Thronfolgestreitigkeiten und Karlistenkriegen – beschäftigt, während Großbritannien zur führenden Industriemacht aufstieg. Großbritannien unterstützte in den Karlistenkriegen (1833–1840 und Folgekonflikten) die liberalen Kräfte in Spanien: 1834 schlossen Großbritannien, Frankreich und Portugal mit der spanischen Regentin María Cristina die sogenannte Quadrupelallianz von London, um Thronfolgerin Isabella II. gegen den absolutistischen Prätendenten Don Carlos zu sichern. Britische Freiwilligenverbände wie die British Auxiliary Legion (10.000 Mann) kämpften in den 1830er-Jahren an der Seite der spanischen Regierungstruppen gegen die Carlisten. Diese Kooperation festigte die politische Annäherung der beiden konstitutionellen Monarchien.
Wirtschaftlich engagierten sich britische Unternehmer massiv in Spanien – insbesondere im Bergbau und Eisenbahnbau des 19. Jahrhunderts (z. B. Gründung der Rio-Tinto-Bergbaugesellschaft 1873 durch britisches Kapital). Politisch blieben Spannungen begrenzt. Während der Spanisch-Amerikanische Krieg von 1898 Spanien seine letzten großen Kolonien kostete, sympathisierte Großbritannien mit den USA und blieb neutral. Die Beziehungen zwischen London und Madrid blieben jedoch gut. Beide Reiche hatten nun keine direkten Interessenkonflikte mehr. Ein Zeichen der Verbundenheit war die Eheschließung von Spaniens König Alfons XIII. mit der britischen Prinzessin Victoria Eugénie von Battenberg im Jahr 1906, die eine Enkelin von Königin Victoria war. Dieses dynastische Band unterstrich das freundschaftliche Klima in der Zeit vor dem Ersten Weltkrieg.

### 20. Jahrhundert: Weltkriege, Franquismus und europäische Integration

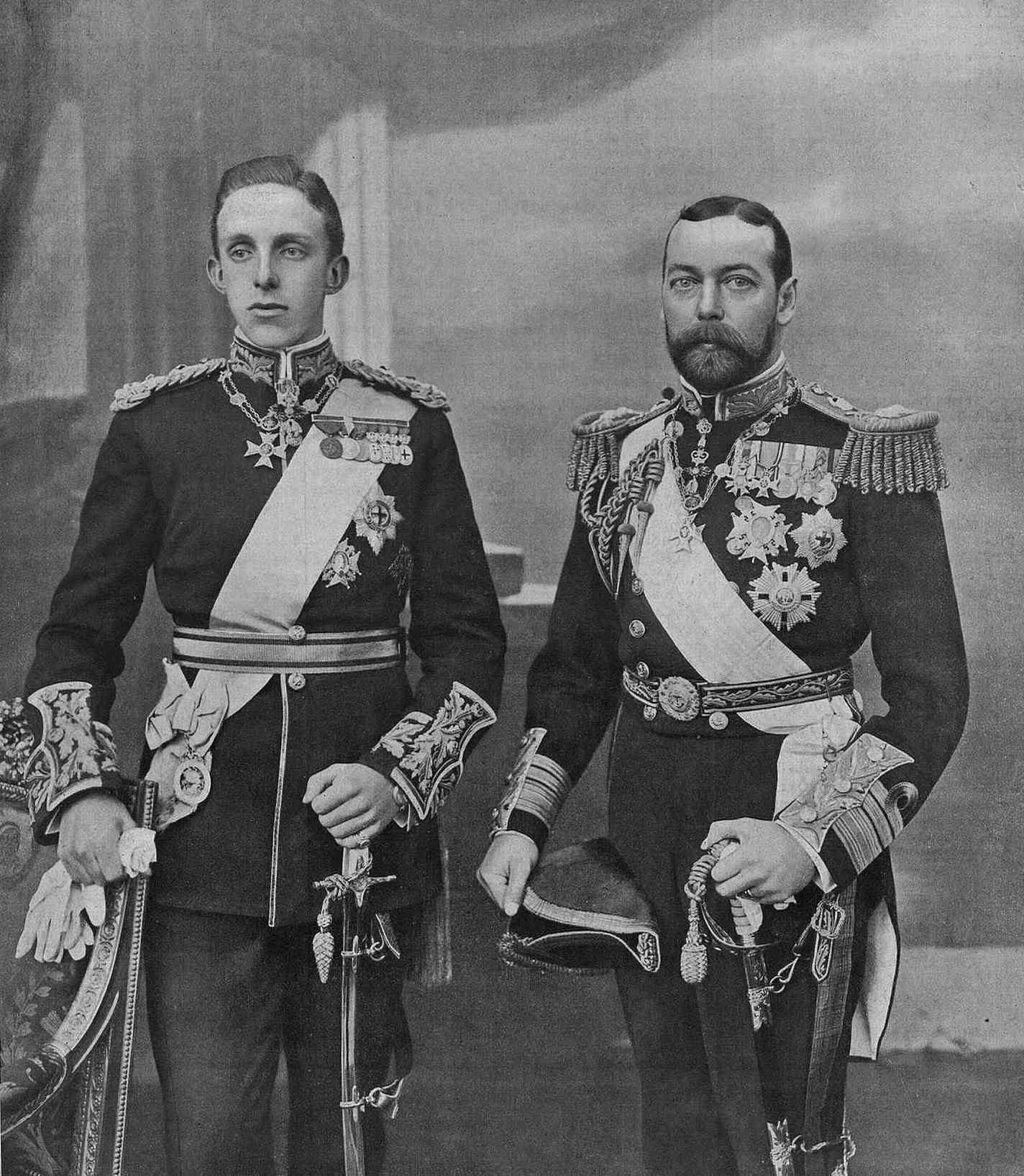
Alfonso XIII mit George V. (1905)

Im Ersten Weltkrieg blieb Spanien neutral, was zu keinen direkten Konfrontationen mit Großbritannien führte. Britische Diplomaten bemühten sich, Spaniens Neutralität zu erhalten, da auch deutschfreundliche Einflüsse am spanischen Hof vorhanden waren. Nach 1918 intensivierten sich die Kontakte beider Länder in den Bereichen Handel (Großbritannien blieb ein wichtiger Importeur spanischer Waren wie Wein und Zitrusfrüchte) und Kultur. Doch die innenpolitische Entwicklung Spaniens führte 1931 zur Ausrufung der Zweiten Republik, während Großbritannien mit seinem Weltreich beschäftigt war.
Ein schwerer Belastungstest für die bilateralen Beziehungen war der Spanische Bürgerkrieg (1936–1939). Die demokratisch gewählte spanische Republik erwartete Unterstützung von den westlichen Demokratien, doch Großbritannien verfolgte – wie Frankreich – eine strikte Nichteinmischungspolitik. Unmittelbar nach Kriegsausbruch 1936 lehnte London das Hilfegesuch der Republik ab. Stattdessen initiierte die britische Regierung ein internationales Nicht-Interventions-Abkommen, dem sich über zwanzig Staaten (darunter Frankreich, die Sowjetunion, Deutschland und Italien) anschlossen. In der Praxis benachteiligte diese Politik die spanische Republik, da das faschistische Italien und das nationalsozialistische Deutschland Francisco Franco im Widerspruch zum Abkommen offen mit Waffen und Truppen unterstützten, während die Republikaner kaum legal Waffen beziehen konnte. Großbritanniens Regierung hielt jedoch aus Furcht vor einem europäischen Krieg und aus Antipathie gegen den spanischen Linksrepublikanismus an der Nichteinmischung fest. Obwohl viele Briten persönlich Sympathien für die Republik hegten (britische Freiwillige wie George Orwell kämpften in den Internationalen Brigaden), blieben die offiziellen Beziehungen unterkühlt. Nach Francos Sieg erkannte Großbritannien 1939 dessen Diktatur diplomatisch an – eine pragmatische Entscheidung im Vorfeld des heraufziehenden Weltkriegs.
Im Zweiten Weltkrieg bewahrte Spanien unter Franco formelle Neutralität, was verhinderte, dass es zu einem direkten Krieg zwischen Spanien und Großbritannien kam. Allerdings unterstützte Franco die Achsenmächte ideologisch und leistete begrenzte Hilfe (z. B. die „Blaue Division“ an der Ostfront). Für Großbritannien war die neutrale Haltung Spaniens strategisch wichtig, um die Kontrolle über Gibraltar und die Seewege im Mittelmeer zu sichern. Hinter den Kulissen übte London diplomatischen Druck aus, dass Spanien nicht auf Seiten Hitlers in den Krieg eintrat. Nach 1945 änderte sich die Lage grundlegend: Das franquistische Regime war international isoliert. Spanien wurde von den Vereinten Nationen zunächst ausgeschlossen, und 1946 empfahl die UNO den Mitgliedsstaaten, ihre Botschafter aus Madrid abzuziehen. Großbritannien folgte dieser Empfehlung und unterhielt vorübergehend nur auf niedrigem Niveau diplomatische Kontakte. Erst mit Beginn des Kalten Krieges vollzog sich eine Wende: Aus Furcht vor dem Kommunismus lockerten die Westmächte den Boykott. 1950 beschloss die UNO-Vollversammlung, Spanien die Aufnahme in UN-Organisationen zu gestatten und den Mitgliedern „freie Hand“ bei der Wiederaufnahme diplomatischer Beziehungen zu geben. Großbritannien normalisierte daraufhin seine Beziehungen zu Madrid schrittweise wieder; 1951 wurde ein Botschafter entsandt.

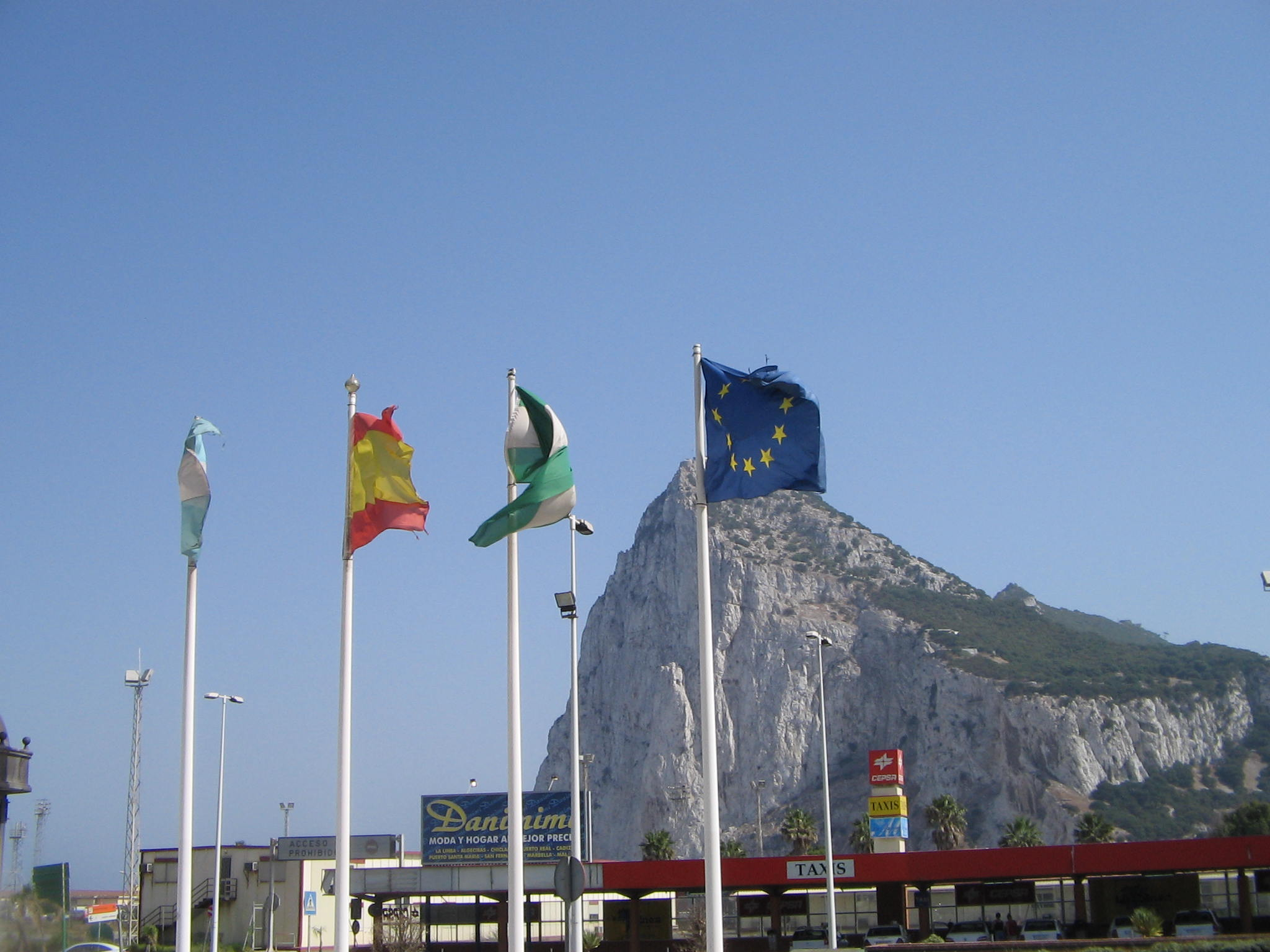
Felsen von Gibraltar mit Grenzübergang

In den folgenden Jahrzehnten entwickelten sich die britisch-spanischen Beziehungen trotz des weiterhin autoritär regierten Spanien vorsichtig positiv. 1953 schloss Franco ein Militärabkommen mit den USA; Großbritannien blieb zwar distanziert, pflegte aber den Handel und Tourismus mit Spanien. Gibraltar blieb der Hauptstreitpunkt: Ab 1954 (nach dem Besuch von Königin Elisabeth II. in Gibraltar) verschärfte Franco den Druck, isolierte die britische Kronkolonie und schloss 1969 die Grenze komplett. Der Grenzübertritt wurde für Jahre unmöglich, Telefon- und Postverbindungen gekappt – ein Zustand, der die Beziehungen belastete. Dennoch war Großbritannien einer der wichtigsten Herkunftsmärkte für den wachsenden spanischen Tourismus in den 1960ern, was inoffiziell die Kontakte der Bevölkerungen förderte.
Nach dem Tod Francos 1975 änderte sich die Situation grundlegend. Spanien entwickelte sich zur Demokratie und orientierte sich nach Westen. Die parlamentarische Monarchie unter König Juan Carlos I. suchte die Integration in die europäischen und transatlantischen Strukturen. Großbritannien unterstützte diesen Kurs. 1982 trat Spanien der NATO bei – die britische Regierung begrüßte dies und sah Spanien fortan als Bündnispartner. 1986 folgte Spaniens Beitritt zur Europäische Wirtschaftsgemeinschaft (EG), der die Briten selbst 1973 beigetreten waren. Im Vorfeld hatten sich auch Lösungen im Gibraltar-Streit angebahnt: Im Abkommen von Lissabon 1980 und der Erklärung von Brüssel 1984 verständigten sich London und Madrid darauf, über die Gibraltar-Frage zu verhandeln und schrittweise Erleichterungen herbeizuführen. Zunächst wurde 1982 ein Fußgängerkorridor geöffnet; am 5. Februar 1985 öffnete Spanien den Grenzübergang bei La Línea auch für Fahrzeuge wieder vollständig, womit 16 Jahre der Blockade endeten. In den letzten beiden Jahrzehnten des 20. Jahrhunderts waren Großbritannien und Spanien enge Partner im Rahmen der EU und NATO. Sie arbeiteten in Fragen der europäischen Integration, Wirtschaft und Sicherheit eng zusammen.

### 21. Jahrhundert: Gibraltar-Streit und Brexit

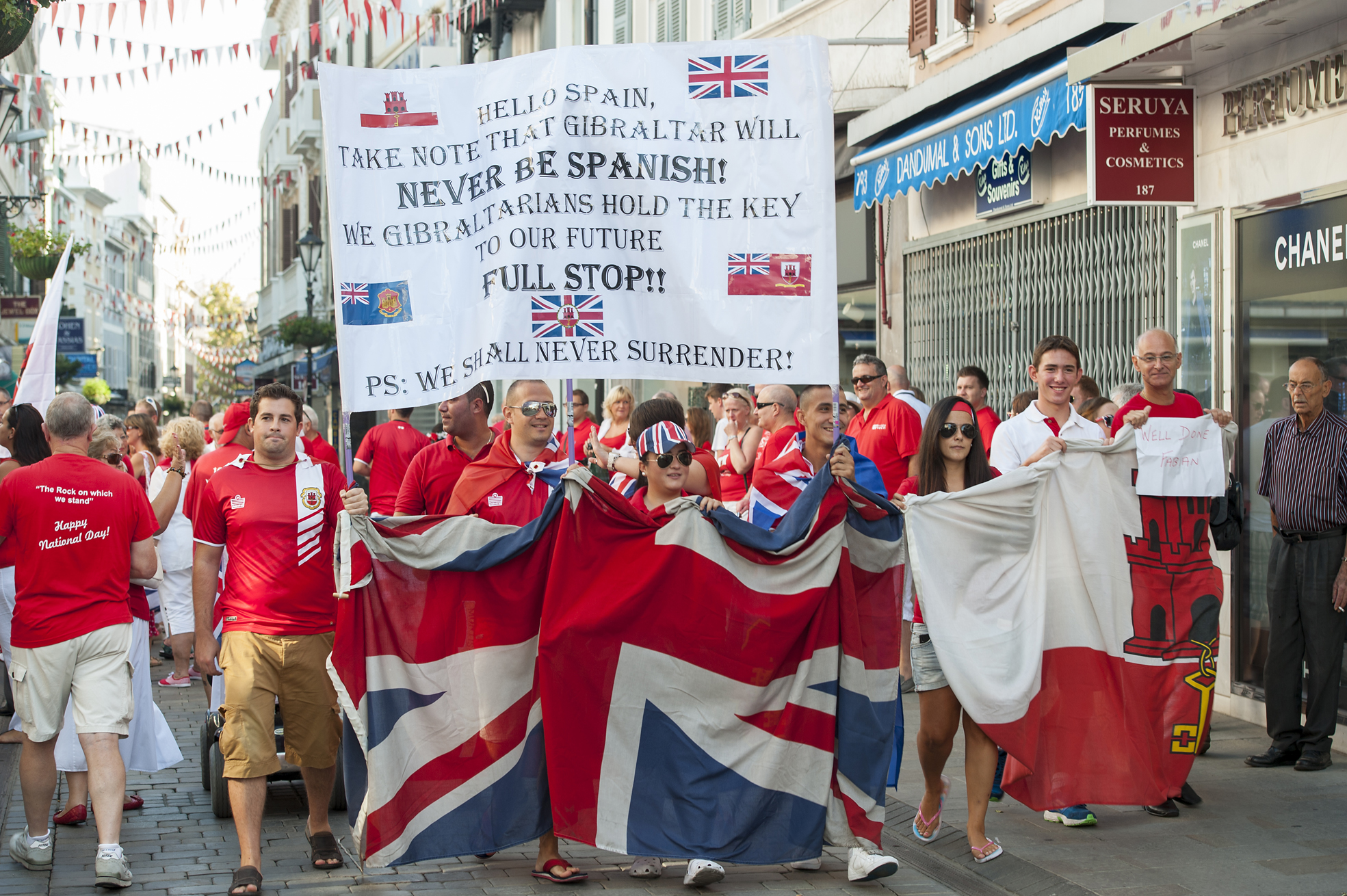
Probritische Demonstration am Gibraltar National Day (2013)

Bis zum Jahr 2000 hatte sich ein dichtes Netz wirtschaftlicher, gesellschaftlicher und kultureller Verbindungen geknüpft, das die einstige Rivalität der Großmächte abgelöst hat. Dennoch blieb die Gibraltar-Frage eine latente Streitigkeit – etwa 1997, als Spanien seine jahrzehntelang unterbrochene Souveränitätsforderung in gemäßigter Form erneuerte. 2002 wurde bei einem Referendum in Gibraltar der spanische Vorschlag einer geteilten spanisch-britischen Souveränität über das Gebiet von 99 % der überwiegend britischstämmigen Bevölkerung Gibraltars abgelehnt. Ab 2016 stellte der EU-Austritt des Vereinigten Königreichs (Brexit), das Verhältnis vor neue Problemen, insbesondere da es die britische Enklave Gibraltar in Spanien beeinflusste. 2021 trat der Handels- und Kooperationsabkommen zwischen der Europäischen Union und dem Vereinigten Königreich in Kraft, der ein Freihandelsabkommen zwischen dem UK und der EU, der Spanien weiterhin angehört, vereinbarte. Nach langen Verhandlunen einigten sich EU und Briten 2025 auf eine Abkommen zum künftigen Status von Gibraltar, bei dem beschlossen wurde, dass es keine Grenzkontrollen zwischen Spanien und Gibraltar geben würde.

## Wirtschaftsbeziehungen
Großbritannien und Spanien pflegen enge Wirtschaftsbeziehungen, die auf beträchtlichen bilateralen Handelsströmen und Investitionen beruhen. 2024 exporte das Vereinigte Königreich Waren und Dienstleistungen im Wert von 20,9 Milliarden Pfund Sterling nach Spanien und importierte im Gegenzug Waren und Dienstleistung im Wert von 44,5 Milliarden Pfund aus Spanien. Damit war Spanien für die Briten der siebtgrößte Handelspartner. Im selben Jahr belief sich der spanische Direktinvestitionsbestand in Großbritannien auf etwa 18 Mrd. Pfund. Umgekehrt betrugen britische Investitionen in Spanien 2016 sogar rund 90 Mrd. Pfund, unter anderem durch global tätige britische Konzerne in der Pharma-, Energie- und Automobilbranche. Zahlreiche Großunternehmen beider Länder haben im jeweils anderen Markt Fuß gefasst. Besonders auffällig ist die Expansion spanischer Firmen in Großbritannien seit den 2000er Jahren, so hat die Banco Santander mehrere britische Banken übernommen und beschäftigt im Vereinigten Königreich knapp 20.000 Menschen. Auch in Spanien sind zahleiche Größen der britischen Wirtschaft wie Rolls Royce, GSK, Diageo and BP sowie zahlreiche Banken und Versicherungsunternehmen vertreten. 2011 fusionierte die spanische Fluglinie Iberia 2011 mit British Airways zur International Airlines Group (IAG).
Der Tourismus spielt in den Wirtschaftsbeziehungen eine herausragende Rolle. Spanien ist seit Jahrzehnten das Lieblingsreiseland der Briten. Im Jahr 2019 besuchten über 18 Millionen britische Touristen Spanien, was rund 21–22 % aller ausländischen Besucher Spaniens entsprach. Damit stellte das Vereinigte Königreich mit Abstand den größten Herkunftsmarkt des spanischen Tourismussektors, vor Deutschland und Frankreich. Britische Touristen, viele davon Stammgäste, gaben knapp 18 Mrd. € in Spanien aus, mehr als Gäste aus jedem anderen Land. Umgekehrt reisen auch viele Spanier nach Großbritannien, wenn auch in deutlich geringerer Zahl. Der Städtetourismus (z. B. nach London) und der Sprachreisenmarkt (Englischkurse) sind hierbei von Bedeutung. Jährlich pendeln Millionen von Menschen über die Grenzen: Allein der Luftverkehr zwischen Großbritannien und Spanien gehörte in Vorkrisenzeiten zu den stärksten der Welt – mit über 30 Millionen Passagieren pro Jahr. Damit übertrifft das Reiseaufkommen zwischen UK und Spanien sogar das von Nachbarn wie die zwischen den USA und Kanada.

## Kulturbeziehungen

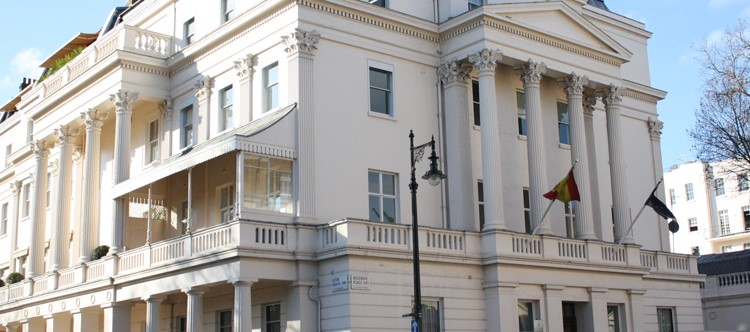
Instituto Cervante in London

Die kulturellen Beziehungen zwischen dem Vereinigten Königreich und Spanien sind intensiv und vielfältig, getragen von einem regen Austausch in Bereichen wie Bildung, Sprache, Kunst, Populärkultur und zivilgesellschaftlichen Kontakten. Ein wichtiger Träger der Kulturbeziehungen ist der gegenseitige Sprach- und Bildungsaustausch. Bereits 1940 – mitten in einer politisch schwierigen Zeit – eröffnete der British Council in Madrid sein erstes Büro und eine Schule, um die englische Sprache und britische Kultur in Spanien zu fördern und hat heute mehrere Zweigsstellen im Land. Seit den 1990er Jahren gibt es ein bilinguales Bildungsprogramm und Englisch ist als Fremdsprache in Spanien verbreitet. Umgekehrt ist Spanien bemüht, seine Kultur im Vereinigten Königreich präsent zu halten. Das 1991 gegründete Instituto Cervantes unterhält ein Kulturzentrum in London sowie Zweigstellen (z. B. in Manchester und Leeds), die Spanischkurse anbieten und spanische Kulturveranstaltungen organisieren. Spanisch ist in Großbritannien als Fremdsprache sehr beliebt; an Schulen und Universitäten gehört es zu den meistgewählten zweiten Fremdsprachen. Enge Beziehungen bestehen auch im Bereich Hochschulen und Forschung. Nach dem Ende der britischen Teilnahme am Erasmus-Programm wurde 2023 ein bilaterales Bildungsabkommen unterzeichnet, das gegenseitig die Hochschulzugangsberechtigungen anerkennt und Austauschprogramme fördern soll.
Im Bereich der Künste und Medien gibt es rege wechselseitige Rezeption. Britische Literatur – von Shakespeare bis Harry Potter – ist in Spanien weit verbreitet, während spanische Autoren (etwa Cervantes’ Don Quijote oder zeitgenössische Schriftsteller wie Carlos Ruiz Zafón) in Großbritannien bekannt und übersetzt sind. Auch in Film und Musik bestehen vielfältige Kontakte: Britische Musiker treten regelmäßig in Spanien auf großen Festivals auf, spanische Filmemacher finden in London ein interessiertes Publikum. Gemeinschaftsproduktionen und Kulturaustauschprogramme (z. B. im Rahmen des British Council Arts Programms oder spanischer Kulturwochen in UK) festigen das gegenseitige Verständnis. 2016 feierten Spanien und Großbritannien gemeinsam den 400. Todestag von Miguel de Cervantes und William Shakespeare mit Veranstaltungen dies- und jenseits des Kanals.
Eine besondere Rolle spielt der Sport als verbindendes Element der Populärkultur. Im Fußball – der beliebtesten Sportart in beiden Ländern und von britischen Exilanten nach Spanien gebracht – besteht eine natürliche Rivalität wie auch gegenseitige Wertschätzung. Spanische Fußballstars (etwa David Silva, Fernando Torres oder David De Gea) spielten in der Premier League, während britische Trainer und Spieler in spanischen Clubs wie John Toshack, David Beckham und Jude Bellingham aktiv waren oder sind. Europapokal-Duelle zwischen englischen und spanischen Top-Mannschaften ziehen in beiden Ländern viel Aufmerksamkeit auf sich und werden oft als sportlicher Vergleich zweier großer Fußballnationen wahrgenommen. Auch die spanischen und englischen Fußballnationalmanschaften trafen bereits häufig aufeinander, darunter in bedeutenden Spielen wie dem Finale der Fußball-Europameisterschaft 2024.

## Migration
Migration und Arbeit bilden einen weiteren wirtschaftlichen Faktor. In den letzten Jahrzehnten ließen sich zahlreiche Briten dauerhaft oder zeitweise in Spanien nieder, darunter viele Ruhestandsimmigranten an den Mittelmeerküsten. Schätzungen zufolge leben rund 800.000 bis 1 Mio. Briten mindestens zeitweise in Spanien, häufig Rentner, die Spanien als ihren Altersruhesitz gewählt haben. Die meisten Briten leben in Küstengebieten und auf den Balearen. Umgekehrt hat sich mit der EU-Freizügigkeit auch eine wachsende Zahl spanischer Fachkräfte und junger Arbeitskräfte in Großbritannien etabliert (besonders nach 2010), wenngleich die spanische Diaspora in Großbritannien zahlenmäßig kleiner ist. 2021 wurde die Anzahl der Spanier im Vereinigten Königreich auf knapp 200.000 geschätzt.

## Diplomatische Standorte
- Die Botschaft von Spanien befindet sich in London. Spanien unterhält außerdem Generalkonsulate in Edinburgh und Manchester.
- Die Botschaft des Vereinigten Königreichs befindet sich in Madrid. Das Vereinigte Königreich unterhält außerdem ein Generalkonsulat in Barcelona und Konsulate in Alicante, Ibiza, Las Palmas, Málaga, Palma de Mallorca und Santa Cruz de Tenerife.

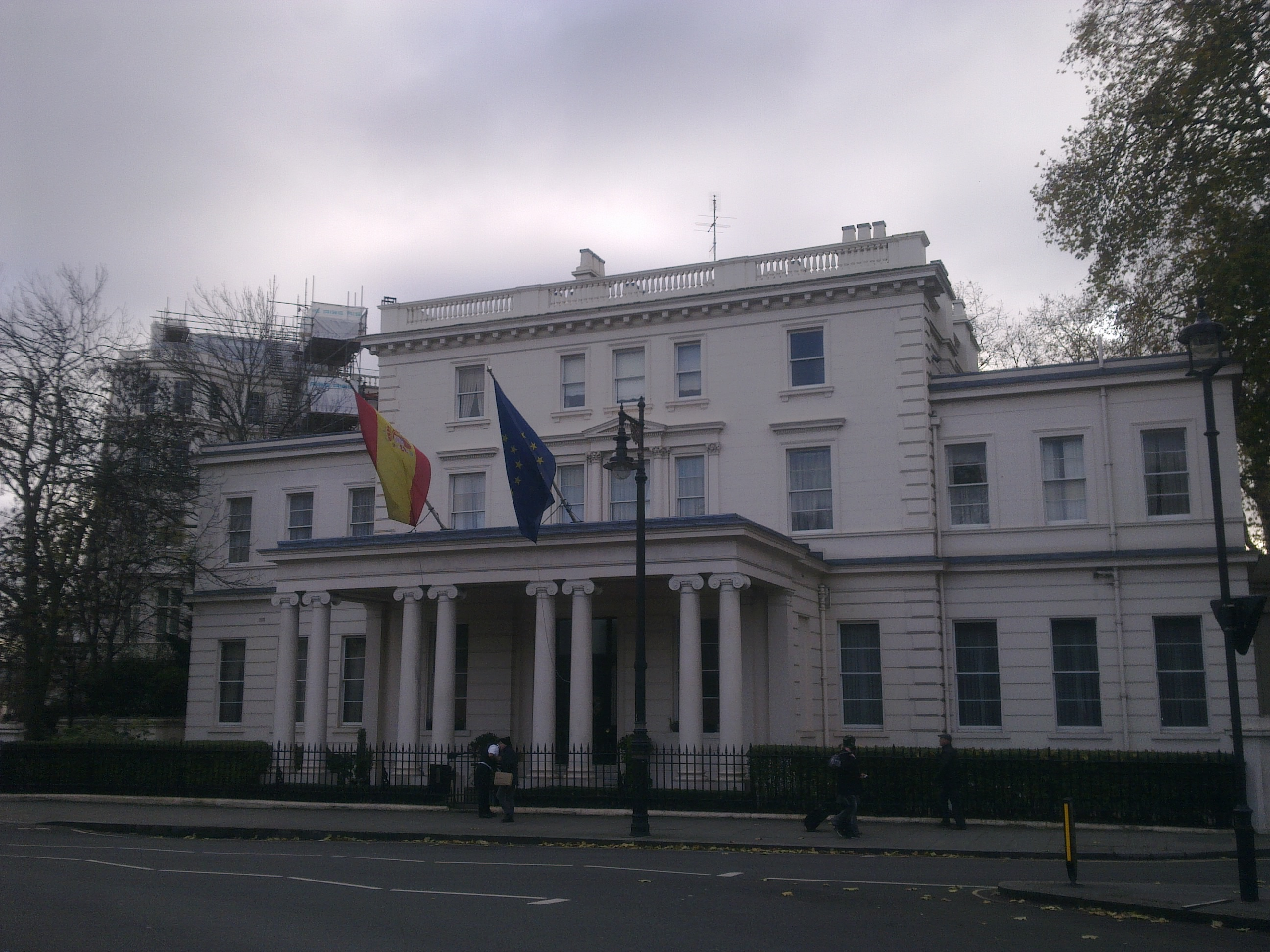
Spanische Botschaft in London
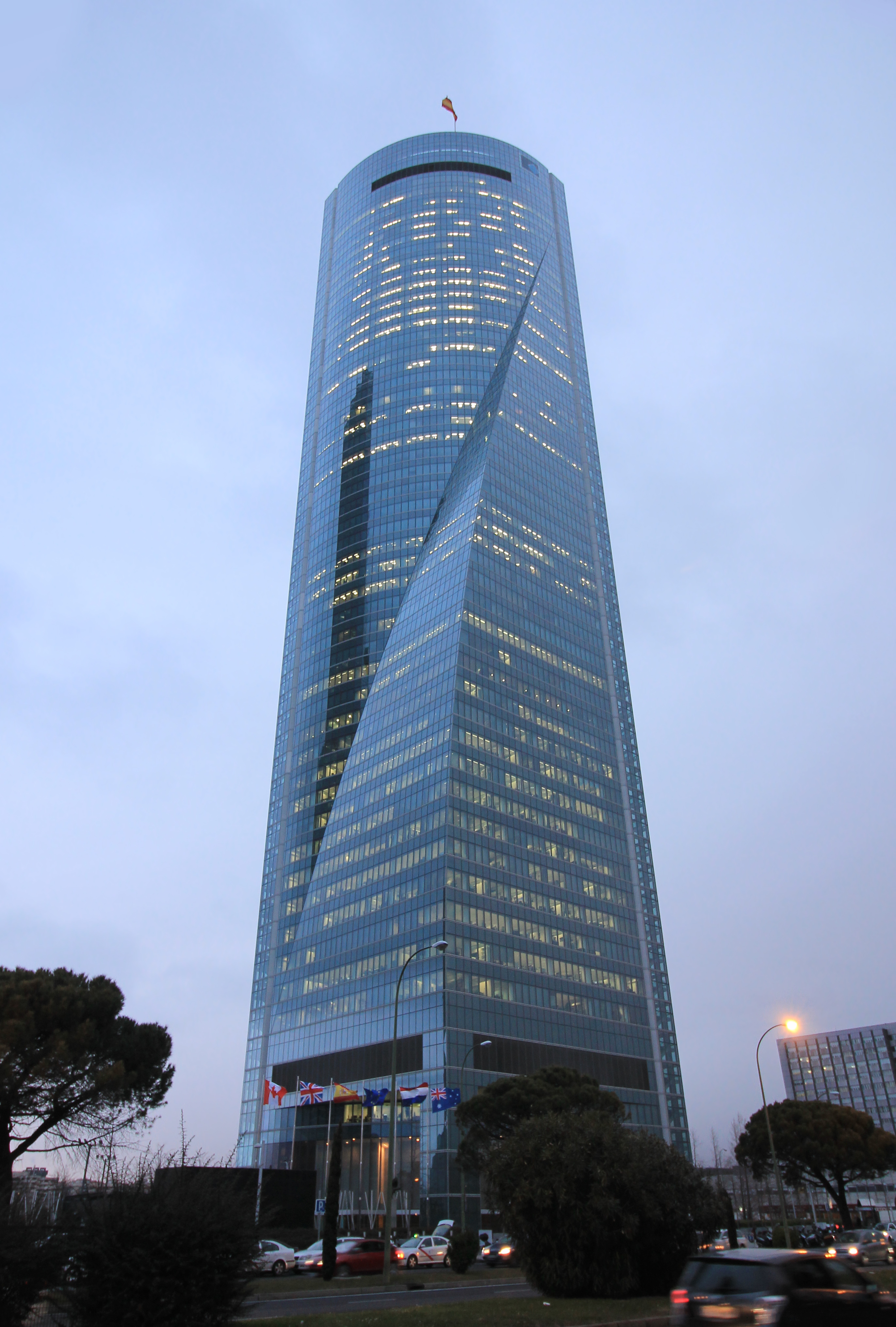
Gebäude der britischen Botschaft in Madrid